# Trichiotinus texanus
Trichiotinus texanus är en skalbaggsart som beskrevs av Horn 1876. Trichiotinus texanus ingår i släktet Trichiotinus och familjen Cetoniidae. Utöver nominatformen finns också underarten T. t. monticola.